# Seri Pahlawan Gagah Perkasa
La Seri Pahlawan Gagah Perkasa (S.P.) (Combattente eroico o Gran Cavaliere al Valore) è la più alta decorazione federale della Malaysia. È stata creata il 29 luglio 1960 e pubblicata sulla gazzetta ufficiale l'11 agosto 1969. L'onorificenza ha la più alta precedenza ed è seguita dalla Darjah Kerabat Diraja Malaysia (D.K.M.) conferita dalla monarchia malese.